# 花岳寺 (西尾市)
花岳寺（かがくじ）は、愛知県西尾市にある臨済宗妙心寺派の寺院。山号は祥雲山（しょううんざん）。

## 歴史
中世に吉良荘東条を領した東条吉良氏の菩提寺として創建された。寺領36石。併設の広国寺には東条城主だった松平氏の墓もある。

## 境内
- 本堂 - 貞享元年（1684年）、吉良義央から姉・光珠院の菩提を弔うために寄付された祠堂金を元に再建された。江戸時代の禅宗の方丈形式を伝える建築として登録有形文化財に登録されている。
- 薬師如来堂 - 薬師如来像を祀っている。
- 顕祖・吉良満義の墓
- 開基・吉良尊義の墓
- 吉良家歴代の墓
- 吉良義央銅像
- 広国寺・松平家歴代の墓

## 文化財

### 重要文化財
- 後柏原天皇宸翰御消息（書跡） - 室町時代の作[3]。

### 市指定文化財
- 白隠禅師筆「帝網窟」墨蹟及び木額「帝網窟」 - 1979年4月6日指定[4]。
- 三十六歌仙絵巻（絵画）江戸時代の作。吉良義央からの寄進とされる[5]
- 百人一首帳（書跡） - 元禄11年（1698年）に吉良義央から寄進された[6]。
- 薬師如来坐像（彫刻） - 室町時代の作[7]。
- 古今和歌集帳2冊
- 良哉和尚語録8冊

### 登録有形文化財
- 本堂 - 2002年（平成14年）6月25日登録[8]